# Valeriya Aleinikova
Valeriya Aleinikova (Almaty, 1989) è una modella kazaka, incoronata Miss Universo Kazakistan 2011.
In qualità di rappresentante ufficiale del Kazakistan, Valeriya Aleinikova ha partecipato a Miss Universo 2011, che si è tenuto a São Paulo, in Brasile, il 12 settembre 2011. In occasione del concorso la Aleinikova non è riuscita a superare le fasi preliminari del concorso.